# Гейсон

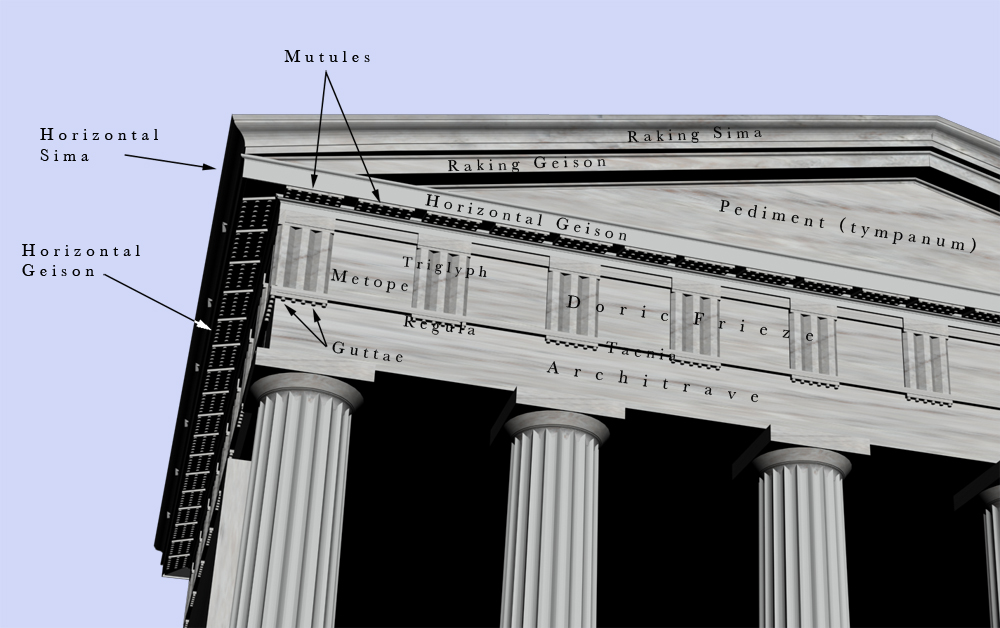
Гейсони, що обрамляють фронтон

Ге́йсон, ге́йзон (грец. γεῖσον) — елемент давньогрецьких архітектурних ордерів, верхня виносна плита карниза. Горизонтальний антаблемент разом з нахиленими гейсонами утворюють обрамлення трикутного фронтону. Як правило, горизонтальний і обидва нахилені гейзони ідентичні одні одним. Плита гейсона споряджалася симою.
У доричному ордері складається з блока складної форми, що несе на софіті скошені плитки-мутули, прикрашені трьома рядами виступаючих гут, очевидно, призначені для запобігання потраплянню дощових вод на фриз. В іонічному ордері мутули замінені дентикулами.